# Izaak Walton
Izaak Walton (Stafford, 9 agosto 1593 – Winchester, 15 dicembre 1683) è stato uno scrittore britannico, autore di The Compleat Angler (1656).

## Introduzione
Nato da una famiglia di commercianti, si trasferì a Londra, dove lavorò presso Thomas Gresham nel Royal Exchange. Sposato due volte, la sua opera maggiore, The Compleat Angler, (Il perfetto pescatore), venne pubblicata nel 1653. Il perfetto pescatore è scritto come un dialogo tra un pescatore ed un cacciatore ( piscator e venator), dove il primo dei due insegna la pesca e la filosofia a venator, ed alla sera, in una taverna, sono soliti intonare una canzone che celebra la tranquillità della vita campagnola e peschereccia.

## Curiosità
Su una delle pareti della cattedrale di Winchester è raffigurato mentre indossa un cilindro nero, stivali al ginocchio e con capelli bianchi che gli arrivano alle spalle; mentre ai suoi piedi ha una canna da pesca ed una cesta di vimini, un fiume, una collina e alcuni alberi fanno gli fanno da sfondo, e sulle rive del fiume è presente un'iscrizione che dice:"Industriati a vivere tranquillo".